# Bobby Rush
Bobby Rush (Homer, 1940. november 10. –), amerikai Grammy-díjas bluesénekes.

## Pályafutása
Apja lelkész volt; gitározott és szájharmonikázott. Kisgyermekként mindenféle tárgyakkal zenélt, a cukornádszirupos edénytől a egy seprűig, amelyen rászerelt dróthúrokat pengetett.
1947 táján a család az Arkansasba költözött, ahol apja templomi lelkész lett és gazdálkodott.
Rush itt összebarátkozott Elmore Jamesszel, Boyd Gilmore-ral és  és Johnny „Big Moose” Walker zongoristával, és zenekart alapítottak, amelynek tagja lett Pinetop Perkins és Robert Plunkett is. Gilmore révén Rush összebarátkozott Ike Turnerrel is.
1953-ban a család Chicagoba költözött. Chicago ekkoriban vált a blues fővárosává. Itt összebarátkozott össze Little Walterrel és Muddy Watersszel. Fellépett Etta James, Howlin' Wolf, Muddy Waters és Jimmy Reed mellett. Az 1970-es évek elején írt dala, a „Chicken Heads” 1971-ben 34. lett a Billboard R&B listáján, majd 30 évvel a megjelenése után ismét felkerült a Billboard listájára a „Black Snake Moan” című filmben való megjelenése eredményeként.
2003-ban szerepelt a „The Road to Memphis” című bluesról szóló dokumentumfilm sorozatban, amelyet Martin Scorsese készített.
Amikor a Bill Clinton hivatalba lépett, fellépett a Fehér Házban, majd 2014-ben  fellépett Bill Clinton és Hillary Clinton mellett egy arkansasi rendezvényen.
Miután 48 évet Chicagóban élt, majd Jacksonba költözött rabszolgasorsú őseinek gyökereit felkutatni.

## Lemezek

### Albumok
- 1979: Rush Hour
- 1981: Sue
- 1983: Wearing It Out
- 1984: Gotta Have Money
- 1985: What's Good for the Goose Is Good for the Gander
- 1988: A Man Can Give It (But He Can’t Take It)

### CD-k
- 1983: Making a Decision
- 1990: Man Can Give It but He Can't Take It
- 1991: I Ain't Studdin' You
- 1992: Handy Man
- 1995: One Monkey Don't Stop No Show
- 1996: Wearing It Out
- 1997: It's Alright, Vol. 2
- 1997: Lovin' a Big Fat Woman
- 1999: Rush Hour... Plus
- 1999: The Best of Bobby Rush
- 2000: Hoochie Man
- 2003: Undercover Lover
- 2003: Live at Ground Zero DVD + CD
- 2004: Folkfunk
- 2005: Night Fishin
- 2006: Essential Recordings, Volume 1
- 2006: Essential Recordings, Volume 2
- 2007: Raw
- 2008: Look at What You Gettin'
- 2009: Blind Snake
- 2011: Show You a Good Time
- 2013: Down in Louisiana
- 2014: Decisions (Silver
- 2016: Porcupine Meat
- 2019: Sitting on Top of the Blues
- 2020: Rawer Than Raw

## Díjak
- 2017: Grammy-díj • „Porcupine Meat” (Best Traditional Blues Album)
- 2021: Grammy-díj • „Rawer than Raw” (Best Traditional Blues Album)

(továbbá négyszer jelölték is: 2001, 2014, 2015, 2020)
- 2006: Blues Hall of Fame
- 2012: Mississippi Musicians Hall of Fame
- 2015: Rhythm & Blues Music Hall of Fame